# Electragapetus
Electragapetus is een geslacht van schietmotten uit de familie Glossosomatidae.

## Soorten
- E. kuriensis M Kobayashi, 1987
- E. martynovi TS Vshivkova & TI Arefina, 1996
- E. mayaensis M Kobayashi, 1982
- E. praeteritus (AV Martynov, 1934)
- E. scitulus Ulmer, 1912
- E. tsudai HH Ross, 1951
- E. uchidai M Kobayashi, 1982